# Csuklyás szúnyogevő
A csuklyás szúnyogevő (Conopophaga roberti) a madarak osztályának verébalakúak (Passeriformes) rendjébe és a szúnyogevőfélék (Conopophagidae) családjába tartozó faj.

## Rendszerezése
A fajt Carl Edward Hellmayr osztrák ornitológus írta le 1905-ben.

## Előfordulása
Brazília északkeleti részén honos. Természetes élőhelyei a szubtrópusi és trópusi síkvidéki esőerdők és lombhullató erdők.

## Megjelenése
Testhossza 14 centiméter. A hímnek fekete feje és nyaka van.

## Életmódja
Kisebb ízeltlábúakkal táplálkozik.

## Természetvédelmi helyzete
Az elterjedési területe nagyon nagy, egyedszáma ugyan csökken, még nem éri el a kritikus szintet. A Természetvédelmi Világszövetség Vörös listáján nem fenyegetett fajként szerepel.